# Il viaggio (Viola Valentino)
Il viaggio è un album in studio della cantante italiana Viola Valentino, pubblicato nel 1998.

## Descrizione
Il disco contiene nuove versioni dei successi dell'artista, la cover del brano Albachiara di Vasco Rossi, la cover del brano Libertango di Astor Piazzolla (con testo di Dario Gay) e due inediti: Come quando fuori piove e Aspettando Elia. Di Come quando fuori piove è stato realizzato anche un videoclip interpretato dalla stessa Viola Valentino.

## Tracce
1. Comprami (R. Brioschi, C. Minellono)
2. Sei una bomba (G. Morra, R. Fogli, R. Brioschi)
3. Sera coi fiocchi (P. A. Cassella, R. Fogli, M. Fabrizio)
4. Romantici (M. Fabrizio, G. Morra)
5. Sola (V. Spampinato, M. Fabrizio)
6. Arriva, arriva (V. Spampinato, M. Fabrizio)
7. Verso Sud (V. Spampinato, M. Fabrizio)
8. Il posto della luna (G. Morra, Laurex)
9. Anime d'autunno (Libertango) (A. Piazzolla, D. Gay)
10. Come quando fuori piove (M. Marsili) (inedito)
11. Aspettando Elia (M. Marsili) (inedito)
12. Albachiara (V. Rossi)